# Изобретател
Изобретател е човек, който създава изобретения, обикновено технически устройства, били те механични, електрически или програмни средства или методи. Въпреки че някои изобретатели може да са и учени, повечето от тях по същество са инженери, тъй като базират работата си на откритията на други учени, експериментирайки с практическото приложение и комбинацията на съществуващи средства, за да създадат ново полезно средство.
Изобретателността е ключ към определянето на даването на патентни права. Системата на патентите е създадена, за да окуражава изобретателите, давайки им ограничен във времето и по същество монопол върху изобретенията, припознати като новост, които не са явни и са полезни.